# Synagoga w Divišovie
Synagoga w Divišovie – synagoga znajdująca się w Divišovie w Czechach, przy ulicy Šternberskiej.
Synagoga została wzniesiona w 1854 w stylu empire. Nabożeństwa odbywały się w niej do początku II wojny światowej. Następnie budowla służyła jako magazyn, a po wojnie jako punkt usługowy i następnie zakład fryzjerski.
W 1995 synagoga stała się własnością gminy żydowskiej w Pradze. Władze miejskie odnowiły elewacje. Od 2002 trwały starania o utworzenie w budowli centrum informacyjnego i sali wystawowej. W 2004 synagoga została wyremontowana i obecnie pełni funkcję muzeum.